# Patientombuddet
Patientombuddet er en tidligere institution under Ministeriet for Sundhed og Forebyggelse. Den er oprettet 1. januar 2011 i henhold til Lov om klage- og erstatningsadgang inden for sundhedsvæsenet. Patientombuddets hovedopgave var at behandle klager over den faglige behandling i det danske sundhedsvæsen. 
Styrelsen blev nedlagt den 8. oktober 2015, da den sammen med tilsynsområdet i Sundhedsstyrelsen blev lagt sammen i den nye Styrelse for Patientsikkerhed.

## Organisation

### Patientklagecenter
Patientklagecentret modtog klager over den sundhedsfaglige virksomhed i det danske sundhedsvæsen og klager vedrørende patientrettigheder. Under patientklagecentret hørte også klager over afgørelser fra de lokale psykiatriske patientklagenævn vedrørende tvangsbehandling.

### Erstatningssagscenter
Erstatningssagscenter tog sig af klager over afgørelser fra Patientforsikringen om erstatning for patientskader og lægemiddelskader.
Under erstatningssagscentret hørte:
- Patientskadeankenævnet, som behandler klager over patientforsikringens afgørelser vedrørende patientskader.
- Lægemiddelskadeankenævnet, som behandler klager over patientforsikringens afgørelser vedrørende lægemiddelskader.

### Læringsenhed
Læringsenheden under Patientombuddet varetog den centrale administration af rapporteringssystemet for utilsigtede hændelser i sundhedsvæsenet (DPSD). Denne læringsenhed modtog på nationalt niveau de rapporterede hændelser og gennemgik og formidlede viden herfra tilbage til sundhedsvæsenet.

### International sygesikring
International Sygesikring vejledte om rettigheder til sygehjælp efter dansk lovgivning, EU-regler og andre internationale aftaler om sygesikring under midlertidige ophold eller bopæl i EØS-lande og Schweiz mv.